# Estação Talismán
A Estação Talismán é uma das estações do Metrô da Cidade do México, situada na Cidade do México, entre a Estação Martín Carrera e a Estação Bondojito. Administrada pelo Sistema de Transporte Colectivo, faz parte da Linha 4.
Foi inaugurada em 29 de agosto de 1981. Localiza-se no cruzamento do Eixo 2 Oriente com o Eixo 4 Norte. Atende o bairro Ampliación San Juan de Aragón, situado na demarcação territorial de Gustavo A. Madero. A estação registrou um movimento de 2.097.842 passageiros em 2016.